# 山下亀三郎

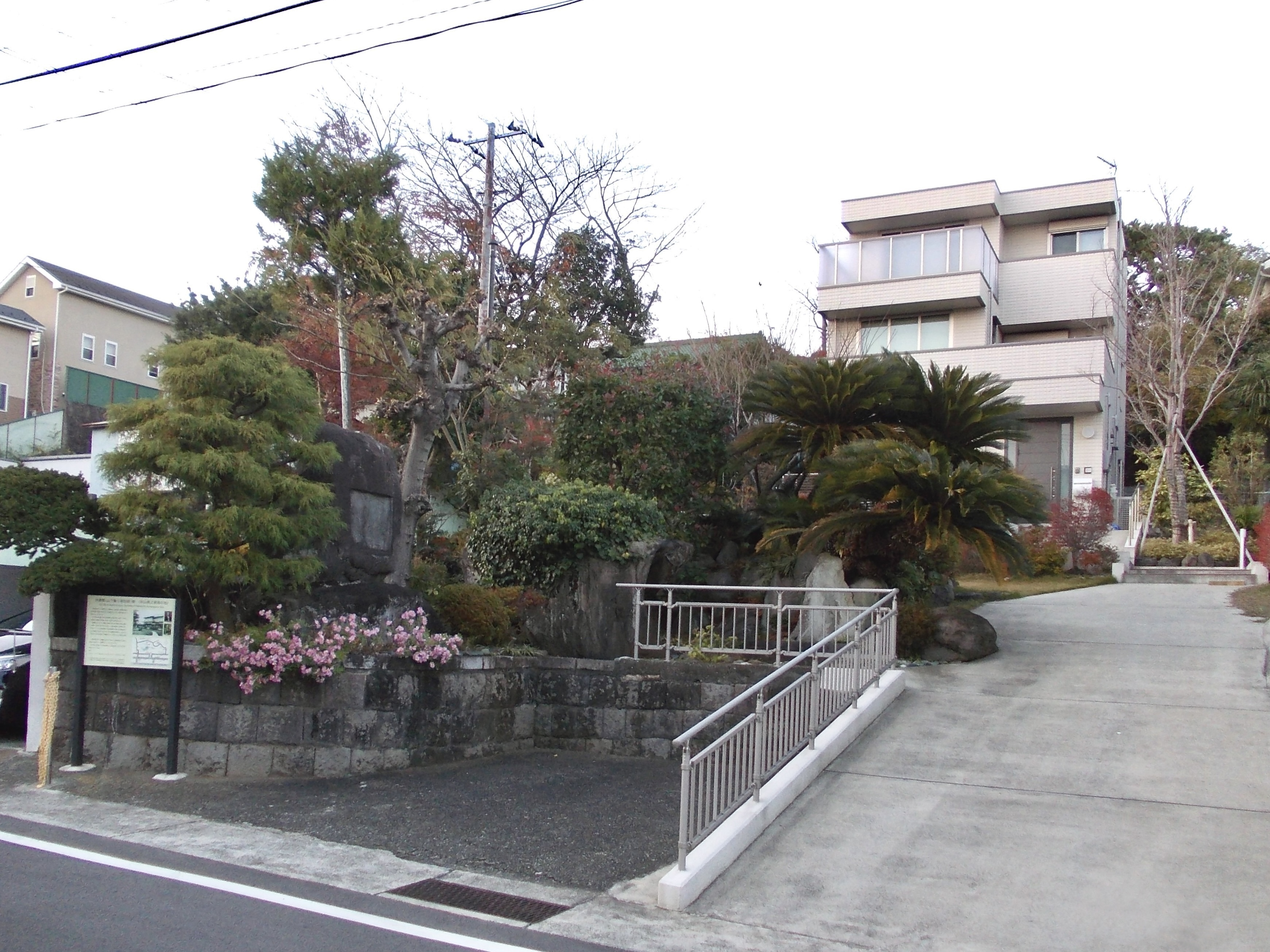
対潮閣跡

山下 亀三郎（やました かめさぶろう、1867年5月12日〈慶応3年4月9日〉 - 1944年〈昭和19年〉12月13日）は、日本の実業家。勲一等。山下汽船（現・商船三井）・山下財閥の創業者。勝田銀次郎、内田信也と並ぶ三大船成金の一人。

## 生涯

### 生い立ち
1867年（慶応3年）、伊予国宇和郡喜佐方村（現:愛媛県宇和島市吉田町）の庄屋・山下家の7人兄弟の末子として生まれた。山下は庄屋の家に生まれたことを心の糧とし、同時に庄屋の子として厳しく躾けられた。
宇和島の旧制南予中学校（現: 愛媛県立宇和島東高等学校）に入学したが、1882年（明治15年）に同校を中退し、出奔した。しかし、家出したその日の宇和島は暴風雨に襲われやむなく知人の家に厄介になっていた。すると、母からの使いの者が現われ「男子がいったん村を逃げて出て、おめおめ村へ帰ってくるようなことがあってはならない。大手を振って村の道が歩いて帰れるようになるまで帰ってくるな」と伝言を告げた。この言葉を背に山下は四国を後にする。

### 下積み時代
大阪に出たが、家出少年を雇ってくれるところはなく、京都の友人を頼って、祇園清井町で下宿しながら小学校の助教員を務める。この頃山本覚馬と出会い、山本が主宰する私塾にも足を運ぶようになる。
山本の勧めで東京に出て、明治法律学校（現: 明治大学）に入学する。ここには、明治民法の起草者であった法学者の穂積陳重が出講していたので、彼から個人的に法律学の教授を受けていた。「ドロ亀」というあだ名を持ち、後に自ら無学であるかのように記している山下だが実際はこのようにして勉強にも精励したという一面もあった。
22歳の時に明治法律学校を退学して富士製紙会社に入るが、長続きせず次に大倉孫兵衛紙店の店員となった。その後、横浜貿易商会の支配人、池田文次郎店など職を転々とする。1892年（明治25年）、横浜出身の朝倉カメ子と結婚するが、翌年に池田商店が倒産してしまう。

### 独立
山下は1894年（明治27年）、横浜太田町に洋紙売買の山下商店を始めた。山下が独立した第一歩である。しかし事業はうまくいかず、とうとう店をたたむことになる。その直後、竹内兄弟商会の石炭部に入る。日清戦争の時期にあたり、石炭業界は好景気に沸いていた。ここで山下は石炭輸送の必要から初めて海運業と接する。1897年（明治30年）、竹内兄弟商会の石炭部を譲り受け、個人商店として独立し、名称を横浜石炭商会と変えた。
山下が船主になったのは、1903年（明治36年）のことである。まず手付けの1万円を払い、残りの11万円の金策に山下は奔走する。保険会社や取引先から8万円借りるが、残り3万円足りない。当時第一銀行横浜支店長心得の石井健吾（後の第一銀行頭取）に相談すると、山下の意気を感じた石井は、自ら3万円の借金をして、それを貸した。山下は恩義を終生忘れず、石井が昭和初年に退任するまで第一銀行をメインバンクとした。
こうして手に入れた英国船ベンベニニー号（2,373トン）を喜佐方丸と命名し、海運業に乗り出す。喜佐方丸の名は生まれ故郷の村の名前であり、山下は村を出てから20年にして「大手を振って村の道が歩ける」船主になったのである。しかし、船舶経営の経験に乏しい山下は、さしあたりブローカーの力を借りて横浜・上海航路の事業に着手するが燃料代にも事欠く有様であった。

### 政商
山下は、同じ愛媛県出身の海軍軍人・秋山真之とも親しい間柄であった。喜佐方丸購入直前、山下は秋山から、「日露開戦近し」の情報を入手していた。戦争になると民間船舶も徴用される。また徴用船の傭船価格は一般の価格よりも有利であることは、日清戦争時の経験から知っていた。この秋山からの情報により山下は成功を駆け上がることになる。
山下は喜佐方丸を購入すると早速、近親の古谷久綱（元伊藤博文首相秘書官）を通じて、1903年（明治36年）12月、徴用船の指定を受ける。しかし、この時の喜佐方丸は、三井物産依頼の積荷の石炭を載せて、上海に出航する直前に長崎県佐々港にいた。上海を往復している間に徴用船指定を解除されたら大変だと、三井の大阪支店長・福井菊三郎に事情を話して了解を求めておき、横浜に帰って石炭を陸揚げして処置をつけ、喜佐方丸は海軍に引き渡した。こうして、無事、喜佐方丸は納期までに海軍に届けられた。これに勢いを得て、1904年（明治37年）第二喜佐方丸を購入、直ちに海軍に徴用船として提供する。さらに他社の貨物を手配し、他社船でこれを運送する海運オペレーションの分野にも進出する。

### 戦後不況
日露戦争後、1907年（明治40年）に入ると日本は深刻な戦後不況に突入する。海軍の徴用船を主として経営を行っていた山下は、この影響をもろにうけ、さらに北海道の木材事業にも失敗し数百万円の負債を背負う。
ここで山下は、奇想天外な方法を考案する。「菱形償却法」と呼ばれる返済方式で、返済に元利均等、元金均等などの一定の枠組みを設けず、最初は少しずつ利益が出るようになったら多く返済するというものである。山下はこの方式で債権者を説得し、20年分の菱形償却法による返済を認めさせた。その後の好況の波に乗り、わずか7年で完済している。

### 船成金の代表格に、そして財閥化へ

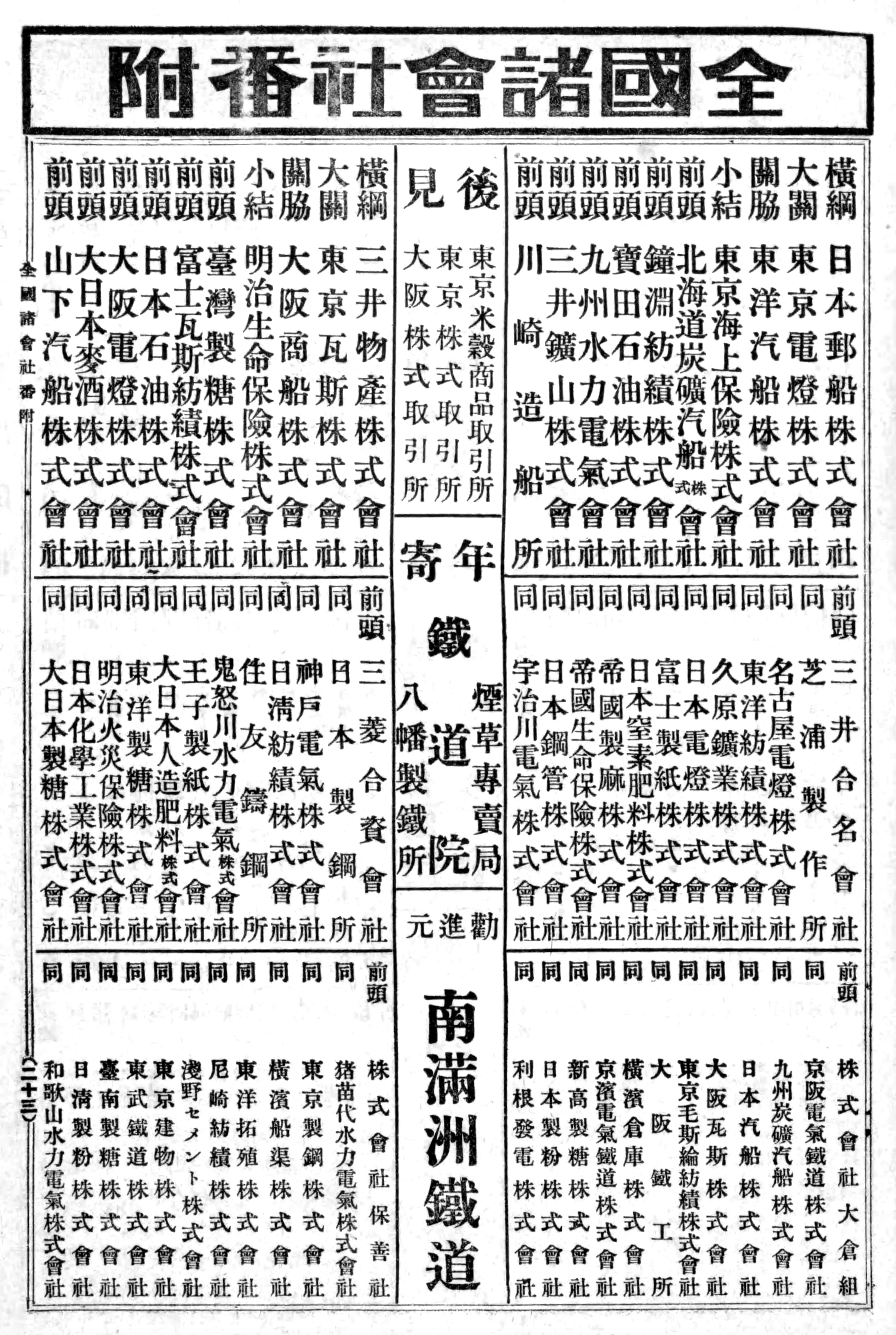
全国諸会社番付(大正12年)。前頭として掲載される。

1909年（明治42年）以降、外航海運は好転し、山下も着実に海運業を発展させる。1911年（明治44年）6月には資本金10万円で組織を合名会社に変更して山下汽船合名会社を発足し、本店は東京市日本橋区北島町（現: 東京都中央区日本橋茅場町）に移転し、支店も神戸に開設した。
1914年（大正3年）に第一次世界大戦が勃発すると、海運業は空前の好景気となった。大戦前のトン当たりチャーター料3円、船価50円程度であったが、1917年（大正6年）にはチャーター料が国内で30円、ヨーロッパで45円、船価6,700円と十数倍になった。山下は勝田銀次郎・内田信也とともに三大船成金と称せられ、この船成金競争のトップを走ることになる。
この間、1915年（大正4年）6月には、満州の大連に山下汽船合名会社を設立、次いで11月に石炭部を分離独立させて山下石炭株式会社とし、翌1916年（大正5年）8月には渋沢栄一らと扶桑海上保険（現: 三井住友海上）を創立。さらに1917年（大正6年）5月には山下汽船合名会社を資本金1,000万円の株式会社に改組拡充して別会社の山下合名会社をつくり、8月には浦賀船渠株式会社（現: 住友重機械工業）を創立するなど、矢継ぎ早に事業を拡大していった。
1917年5月、山下汽船株式会社と改め、社長となったとき山下は50歳であった。海運業開始以来、船腹拡充に積極的に取り組み、不定期船事業の雄として山下汽船の名を高めた。大戦中、山下の上げた利益は実に年間2,900万円にのぼる。1919年（大正8年）当時の総理大臣の年俸は12,000円、各省大臣や東大総長の年俸は8,000円であったので山下がいかに巨額の利益をあげたかがうかがい知れる。1926年時点で日本最大の傭船主となり、1938年時点で不定期船オペレーターの支配船腹量において山下汽船が日本一となった。

### 海運部門でトップの一角に
その後、海運業だけでなく、広く財界、官界さらに軍部の要人と交際し、1943年（昭和18年）3月には、時の東條内閣によって創設された内閣顧問に任命され、大正昭和期の代表的政商とさえ称された。政府関係の委員にも就任し、第二次世界大戦末期には行政査察使に就任し北海道視察に行くことになるが、この視察によって病を得た山下は、1944年（昭和19年）12月13日死去した。
山下の功績は、主宰した山下汽船を世界有数のトランプ（不定期船）オペレーターにし、日本海運の伸展と船権拡張に寄与しただけでなく、山下汽船から多くの人材が輩出され、いわゆる山下学校と称された。また郷里を始め各地に学校を設立するなど社会事業にも力を尽くした。
山下汽船の最盛時ともいうべき1941年（昭和16年）当時の日本の総船腹量は1,962隻で、内訳は日本郵船133隻、大阪商船109隻、山下汽船55隻、大連汽船54隻、川崎汽船35隻、三井物産（商船部門）32隻であった。明治から昭和初期にかけて日本郵船と大阪商船の2社が飛びぬけていたが、太平洋戦争開戦時において、山下汽船はこの2社に迫る会社となっていた。
1943年（昭和18年）、山下は内閣顧問に就任。同年9月3日、昭和天皇に「海運力ノ増強ニ就テ」と題して進講する。
第二次世界大戦後の1947年（昭和22年）、山下株式会社は財閥解体で第五次持株会社指定をうけることになった。

### 死去
1944年（昭和19年）12月13日に死去。死去に際しては祭資が下賜されるとともに、早々においては勅使が遣され幣帛が下賜された。

## 略年譜
- 1867年（慶応3年）4月9日 - 伊予国宇和郡河内村（現: 愛媛県宇和島市吉田町）に庄屋を務める山下源次郎・敬子夫妻の4男として生まれる。
- 1882年（明治15年） - 京都で小学校助教となる。
- 1886年（明治19年） - 明治法律学校（現: 明治大学）に学ぶが後に中退。
- 1897年（明治30年） - 横浜石炭商会を設立。
- 1903年（明治36年） - 喜佐方丸を購入し海運業を始める。
- 1911年（明治44年） - 山下汽船合名会社を設立。
- 1917年（大正6年）
  - 山下汽船合名会社を山下汽船株式会社に改組。
  - 故郷吉田町に山下実科高等女学校（現: 愛媛県立吉田高等学校）を設立。
- 1920年（大正9年） - 母親の故郷三瓶町（現: 西予市）に第二山下実科高等女学校（現: 愛媛県立三瓶高等学校）を設立。
- 1926年（大正15年） - 日本最大の傭船主となる。
- 1940年（昭和15年） - 私財1千万円に基き、後の学校法人桐朋学園の前身となる財団法人山水育英会を、翌年3月に第一山水中学校を設立。
- 1943年（昭和18年） - 内閣顧問となる。
- 1946年（昭和21年） - 山下汽船が第二次持株会社指定をうける。
- 1947年（昭和22年） - 山下株式会社が第五次持株会社指定をうける。

## 栄典
- 1944年（昭和19年）12月13日 - 勲一等瑞宝章[6]

外国勲章佩用允許
- 1924年（大正13年）5月19日 - フランス共和国ドラゴンドランナン勲章グラントフィシエ[7]

## 評価
- 秋山真之は山下を指して「彼に三絶あり。よく人の話を聞くこと、すなわち情報通。よく人を使うこと、すなわち人間通。乾坤一擲の離れ業を行なうこと、すなわち果敢な実行力」の3点を挙げたという[1]。
- ドイツの経済学者パウル・シュルツ＝キーソウ（ドイツ語版）は1933年の論文「日本不定期船業の組織とその優越的地位」の中で、日露戦争後の不況で山下汽船が破産寸前になった際にも船長・士官たちが無給で山下を支えたこと、銀行が支払い猶予を与えたこと、200以上の船で働く船員すべてが山下を無制限に信任していることを驚きをもって紹介した[2]。
- 渋沢栄一 「近頃の人で、己れ立たんと欲して人を立て、己れ達せんと欲して人を達する底の心掛ある人物は、誰彼といふよりも手近いところで、昨今船成金で噂の高い山下汽船会社長の山下亀三郎氏なぞが其人だらうと思ふのだ。一概に「成金」と謂つてしまへば余り芳しくも響かぬが山下氏は当節の成金に珍らしく能く親切に部下の面倒を見、之を引き立ててやる事に骨を折り、随分厚く酬いても居る。山下氏とて先年石炭で失敗した際にそれ切りで没落してしまへば、別に学問のある人でも何んでも無いんだから、世間から歯牙に懸けられずに終らねばならなかつたのみならず、今日でも猶ほ「成金」だとか何んだとか謂はれて居るのだが、氏の人物を鑑識する鑑識眼は全く珍らしいほどに徹底したものだ。
　それから、山下氏は人物を鑑識するのに、一時の印象や気まぐれ乃至は直観と謂つたやうなものに拠らず、総て其の鑑識法にチヤーンとした順序筋道が立つて居る。甲の人は斯く斯くであるから斯く斯くの長所があり、乙の人は斯う斯うだから斯んな特色があると、整然たる理路を辿り人物を鑑識するところが、山下氏の人物鑑識眼の非凡なる所以だ。」[8]

## 著書
- 『浮きつ沈みつ』山下株式会社秘書部、1943年。

### 伝記
- 鎌倉啓三『山下亀三郎　「沈みつ浮きつ」の生涯』近代文芸社、1996年
- 青山淳平『〈海運王〉山下亀三郎　山下汽船創業者の不屈の生涯』光人社、2011年
  - 新版『海運王 山下亀三郎』産経NF文庫、2022年
- 宮本しげる『トランパー　伊予吉田の海運偉人伝　山下亀三郎と山下学校門下生』愛媛新聞サービスセンター、2016年

## 家族・親族
長男・山下太郎の娘婿・松方峰雄の伯父・正作は三菱財閥の2代目総帥・岩崎弥之助の娘婿である。一方太郎の後妻・茂子の大叔父・郷昌作は数え2歳で三菱の創業者で初代総帥・岩崎弥太郎の養子となり岩崎豊弥と改名した。故に山下家は松方家を通じて岩崎弥之助家の係累となる一方、河合家・川崎家・郷家を通じて岩崎弥太郎家の係累にもなっており、山下家は三菱の創業者一族・岩崎家と二重の姻戚関係にあるといえる。
- 長男 - 太郎
- 次男 - 三郎
- 三男 - 波郎
- 四男 - 豊郎
- 長女 - 象子
- 次女 - 登美子
- 三女 - 敬子
- その他の親戚 - 松方正義（政治家、元内閣総理大臣）、町村金五（政治家）、河合良成（政治家）、岩崎勝太郎（実業家・経営コンサルタント）、柳沢保申（大和郡山藩の最後の藩主）、高木正得（崇仁親王妃百合子の実父）

太郎の長男・真一郎の妻は武田薬品工業創業者一族の武田春雄の娘、すなわち同社元会長武田國男の再従兄弟（國男の父6代目武田長兵衛と春雄の母が従兄弟）である。太郎の次男・山下洋二郎の妻は松本蒸治の孫娘にあたるが、その妹の義弟が元富士ゼロックス会長小林陽太郎で、陽太郎の末弟である小林俊三郎の妻が次男・三郎の娘（すなわち亀三郎の孫娘）なので、山下家と小林家は二重閨閥の関係にある。太郎の次女節子は松本楼や小松ストア創業者の小坂梅吉の三男・小坂俊雄に嫁いだが、俊雄の姉はライオン元会長である3代目小林富次郎の義弟である西野豊に嫁いだ（父は帝国劇場や白木屋社長を務めた西野恵之助）。太郎の三女恒子は東京コンテナ工業元会長の黒崎素行に嫁ぎ、その長女は河本敏夫の三男河本三郎に嫁いだ。
三郎の長男・英郎の妻は同和火災海上元会長岡崎真一の長女で、英郎の義兄岡崎真雄は同社会長を務めた。岡崎真雄の義父は外務大臣を歴任した小坂善太郎の娘で、善太郎の弟小坂徳三郎は信越化学工業社長から衆議院議員に転身し、運輸大臣などを務めた。小坂兄弟の姉は東京都知事を長く務めた美濃部亮吉に嫁いだ。英郎の義兄である岡崎藤雄の娘は岡谷鋼機元会長の岡谷康治の長男に嫁いだ。岡崎真一の義弟（妹の夫）は神戸銀行頭取を長く務め、1973年の太陽神戸銀行発足時の相談役である岡崎忠で、川島家から岡崎家に養子入りし義父である岡崎忠雄の後を継いだ。
波郎の妻はヤマサ醤油元会長の濱口梧洞の三女で、波郎の長男米郎の妻は東芝ケミカル会長の三浦勇三の娘（元経団連会長石坂泰三の孫）。梧洞の長男である11代目濱口儀兵衛の妻は東邦生命保険元会長の4代目太田清蔵の三女で、長男はヤマサ醤油会長の濱口道雄。道雄の姉は元外務大臣藤山愛一郎の長男に、妹はブリヂストン創業者石橋正二郎の甥である石橋毅樹にそれぞれ嫁いだ。石橋の長女安子は大蔵事務次官や外務大臣を務めた鳩山威一郎に嫁ぎ、鳩山由紀夫・鳩山邦夫を産んだため山下家は濱口家・石橋家を通して鳩山家の縁戚になっている。

## 関連人物
- 古谷久綱 - 従姉の子。伊藤博文の秘書、衆議院議員。
- 古谷重綱 - 久綱の弟。アルゼンチン公使。

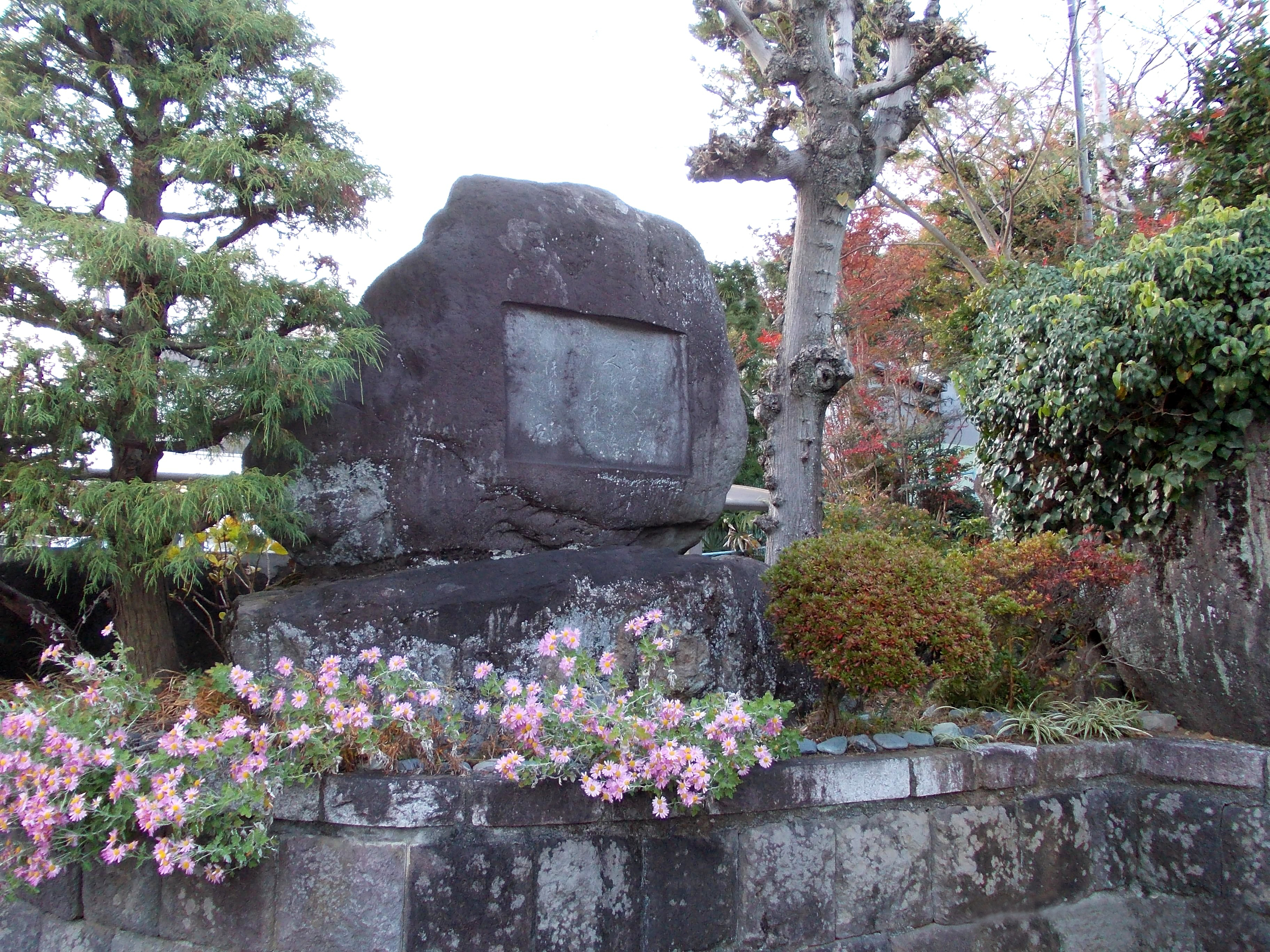
秋山真之 終焉の地。小田原市南町1丁目の亀三郎別邸「対潮閣」跡

- 秋山真之 - 対潮閣（山下別邸）にて逝去。
- 清家吉次郎 - 小学校の同級生。吉田町長、衆議院議員。
- 山村豊次郎 - 中学校の同級生。宇和島市長、衆議院議員。
- 松木幹一郎 - 山下汽船総理事を務めた。
- 石原慎太郎・石原裕次郎 - 2人の父・石原潔は山下汽船の社員で、石原一家が逗子で最初に住んだ桜山の家は亀三郎の別邸だった[10]。
- 宮澤裕 - 山下汽船の社員で、宮澤が小川平吉の次女・ことと結婚する際の仲人を亀三郎が務めた。裕の長男は元総理大臣の宮澤喜一で、その孫娘（裕の曾孫）はタレントの宮澤エマ。山下家と縁戚関係にある[11]。